# Carl Gustaf Wennerstedt
Carl Gustaf Wennerstedt, född 31 oktober 1692, död 7 februari 1778, var en svensk friherre i adelsätten Wennerstedt och ämbetsman. Han ägde Skogaholms bruk.
Wennerstedt utnämndes till kapten vid Livdragonregementet 1718, lagman i Västernorrlands lagsaga 1728, och i Östergötlands lagsaga 1741. År 1742 utnämndes Wennerstedt till landshövding i Kopparbergs län. År 1755 blev han president i Göta hovrätt och 1757 kommendör av Nordstjärneorden. 
Wennerstedt var den som 12 april 1743 i samband med Stora Daldansen hade att försöka övertala dalkarlarna i Leksands sockenstuga att släppa iväg sina soldater, då han blev hotad med den spikklubba, som slogs in i taket ovanför honom. Wennerstedt köpte sedermera samma spikklubba för 9 daler kopparmynt, och lät deponera den i Svennevads kyrka, där Wennerstedt ligger begraven.

## Bibliografi

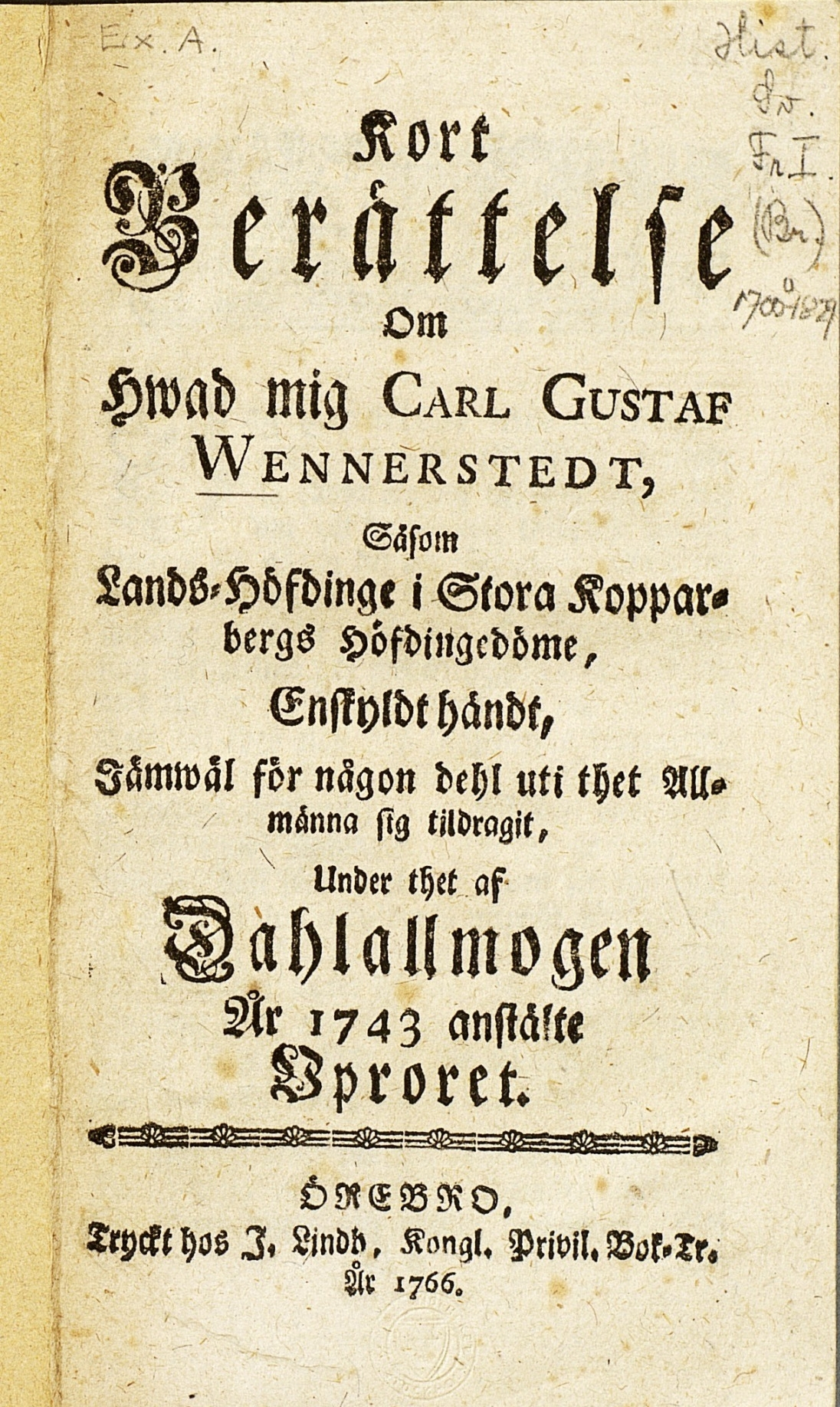
Titelsida till Kort Berättelse Om Hvad mig av Carl Gustaf Wennerstedt